# Tim Walz
Timothy "Tim" James Walz, född 6 april 1964 i West Point, Nebraska, är en amerikansk demokratisk politiker, före detta lärare och pensionerad underofficer i den amerikanska armén som har tjänstgjort som Minnesotas 41:e guvernör sedan 2019 och som ordförande för Democratic Governors Association sedan 2023. Han var invald i det amerikanska representanthuset från 2007 till 2019, och var den högst uppsatta medlemmen i House Veterans' Affairs Committee från 2017 till 2019.
Walz föddes i West Point, Nebraska. Efter high school gick han med i det amerikanska nationalgardet och arbetade i tillverkningsindustrin. Han tog examen från högskolan Chadron State College i Nebraska innan han flyttade till Minnesota 1996. Innan han ställde upp för val till kongressen var han lärare i samhällskunskap och tränare av amerikansk fotboll på high school-nivå. Han valdes in i det amerikanska representanthuset för Minnesotas 1:a kongressdistrikt 2006 när han besegrade den sittande republikanen Gil Gutknecht.
Walz omvaldes till kongressen fem gånger innan han valdes till guvernör i Minnesota 2018. Han omvaldes till guvernör 2022 och besegrade då den republikanske kandidaten Scott Jensen. Under sin andra guvernörsperiod drev Walz på för en stor mängd ny lagstiftning; bland annat skatteändringar, gratis skolmåltider, stärkande av statlig infrastruktur, bakgrundskontroller för köp av vapen, kodifiering av aborträttigheter och gratis universitetsutbildning för låginkomstfamiljer.
Den 6 augusti 2024 tillkännagav vicepresident Kamala Harris Walz som hennes och det demokratiska partiets vicepresidentkandidat i det amerikanska presidentvalet 2024. Harris och Walz besegrades av Donald Trump och J.D. Vance den 5 november 2024.

## Uppväxt och utbildning
Timothy James Walz föddes den 6 april 1964 i West Point, Nebraska. Hans föräldrar var hemmafrun Darlene Rose Reiman och James F. Walz, en lärare och veteran från den amerikanska armén som tjänstgjort i Koreakriget. Han har irländsk, luxemburgisk, tysk och svensk härkomst, med rötter i Småland; hans farfars farfars far Sebastian Walz emigrerade från Kuppenheim i Tyskland till USA 1867, hans farmor Myrtle Samuelson var svenskamerikan. Bägge Walz föräldrar var katoliker, men Walz själv är lutheran.
Walz och hans tre syskon växte upp i Valentine, Nebraska, ett lantligt samhälle i norra Nebraska. Medan Walz gick på high school fick hans far lungcancer. Efter faderns cancerbesked flyttade hans familj till Butte, Nebraska, för att vara närmare sina föräldrars släktingar. Walz tog examen från Butte High School 1982 med en klass på 25 elever.
Efter high school arbetade Walz med att bygga solarielampor samtidigt som han tjänstgjorde i nationalgardet. Hans far dog i januari 1984. Walz gick därefter på college för att bli lärare så som sin far, och fick en kandidatexamen i samhällsvetenskaplig utbildning från Chadron State College 1989.

## Tidig karriär

### Lärare
Efter att ha tagit examen från Chadron State College 1989, accepterade Walz en ettårig lärartjänst hos WorldTeach i Kina. Efter att ha återvänt tog Walz ett jobb som lärare och fotbollstränare i Alliance, Nebraska, där han träffade sin fru, Gwen Whipple, hans kollega. Han och Gwen gifte sig 1994 och flyttade två år senare till Mankato, Minnesota, i hans frus hemstat, där han arbetade som geografilärare och fotbollstränare vid Mankato West High School. Laget hade förlorat 27 raka matcher när han gick med i tränarstaben som en defensiv koordinator. Tre år senare, 1999, vann laget sitt första delstatsmästerskap.
1999 gick Walz med på att vara fakultetsrådgivare för Mankato West High Schools första gay-straight allians. Han och hans fru drev också Educational Travel Adventures, en organisation som anordnade sommarresor för high school-elever i USA till Kina. Walz tog en Master of Science i pedagogiskt ledarskap från Minnesota State University, Mankato 2001. I mars 2006 tog han tjänstledigt från undervisningen för att fokusera heltid på sin kongressval-kampanj.

### Militärtjänstgöring

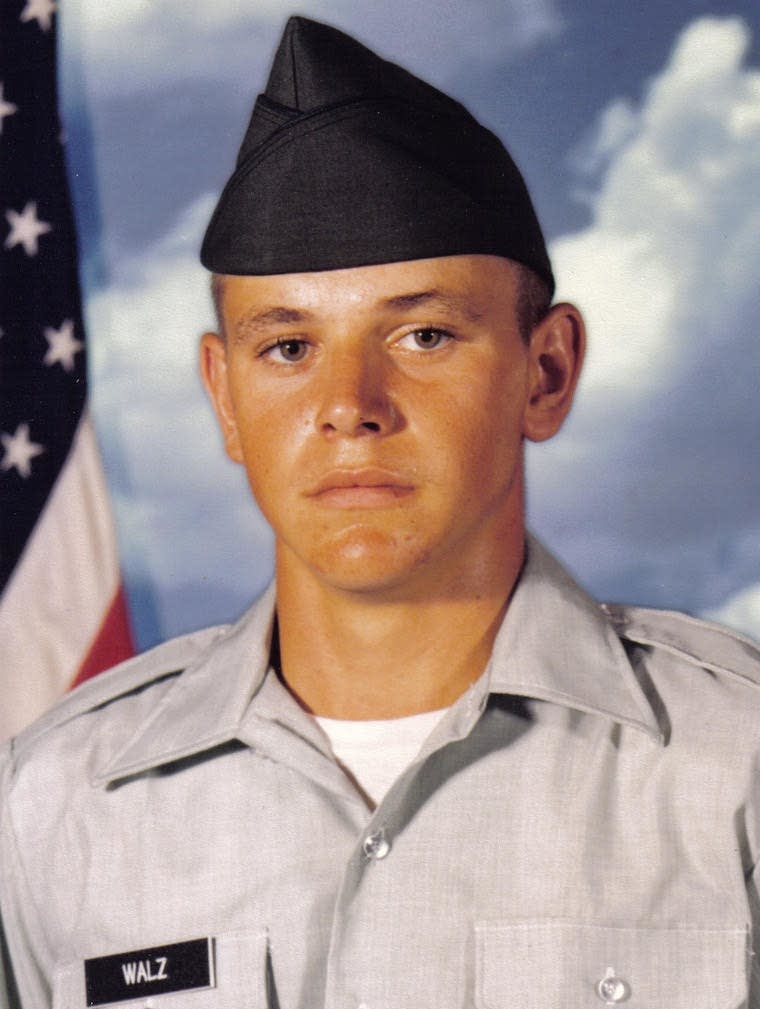
Tim Walz i nationalgardet. 1981

Med sin fars uppmuntran tog Walz värvning i nationalgardet när han fyllde 17. Hans far hade tjänstgjort i Koreakriget och betalat för sin utbildningsexamen med G.I. Bill och ville att hans son skulle få samma möjlighet.
Walz tjänstgjorde i nationalgardet i 24 år efter att han gick med 1981. Under sin militära karriär hade han posteringar i bland annat Arkansas, Texas, polcirkeln, New Ulm och Minnesota. Han tränade i tungt artilleri. Under sin tjänstgöring arbetade han i katastrofinsatser efter översvämningar och tornados och var även utplacerad utomlands. 1989 fick han titeln Nebraska Citizen-Soldier of the Year.
I augusti 2003 utplacerades han med Minnesota National Guard till Vicenza, Italien i nio månader för att tjänstgöra med den europeiska säkerhetsstyrkan som stöd för Operation Enduring Freedom. För hans insats dekorerades han med en "Commendation Medal" och två "Achievement Medals". Walz uppnådde graden chefssergeant i slutet av sin tjänstgöring och var en kort tid den äldsta värvade soldaten i 1:a bataljonen, 125:e fältartilleriregementet. Han gick i pension som chefssergeant den 15 maj 2005. Hans grad ändrades senare till fanjunkare för att underlätta utbetalningen av hans pension eftersom han inte helt slutförde sin utbildning.

### Politiskt engagemang
Walz anmälde sig som frivillig valarbetare för John Kerrys presidentkampanj 2004. Han inspirerades enligt egen utsago att ställa upp som volontär i presidentvalet efter att han tog med en grupp studenter till en George W. Bush "rally" i Mankato, och blev upprörd över säkerhetsteamets ifrågasättande av hans elevers politik efter att de såg en Kerry-dekal på en elevs plånbok. Han utsågs till Kerry-kampanjens koordinator för sitt county samt till distriktskoordinator för "Vets for Kerry".

## Ledamot i USA:s representanthus (2007–2019)

### Kongressvalen
Den 10 februari 2005 ansökte Walz om att få kandidera till det amerikanska representanthuset för Minnesotas 1:a kongressdistrikt. Kongressdistriktet bestod mestadels av republikanskt-lutande väljare. Han hade ingen motståndare till nomineringen som kandidat för Minnesota Democratic-Farmer-Labour Party (DFL) i primärvalet 2006. I det allmänna valet stod han mot den sittande republikanen Gil Gutknecht. Walz kampanjade tungt mot Irakkriget eftersom det blev allt mer impopulärt bland amerikanerna. Walz vann valet med 53 % av rösterna. Efter segern beskrev Politico resultatet som oväntat. Waltz presenterade sig själv som center från första början och som en outtröttlig förespråkare för krigsveteraner. Walz omvaldes 2008 med 62 % av rösterna, och blev därmed den andra icke-republikanen att vinna en andra mandatperiod i distriktet. Han vann en tredje mandatperiod 2010 och besegrade Randy Demmer med 50 % av rösterna. Han omvaldes igen 2012, 2014 och 2016.

### Kongresstiden

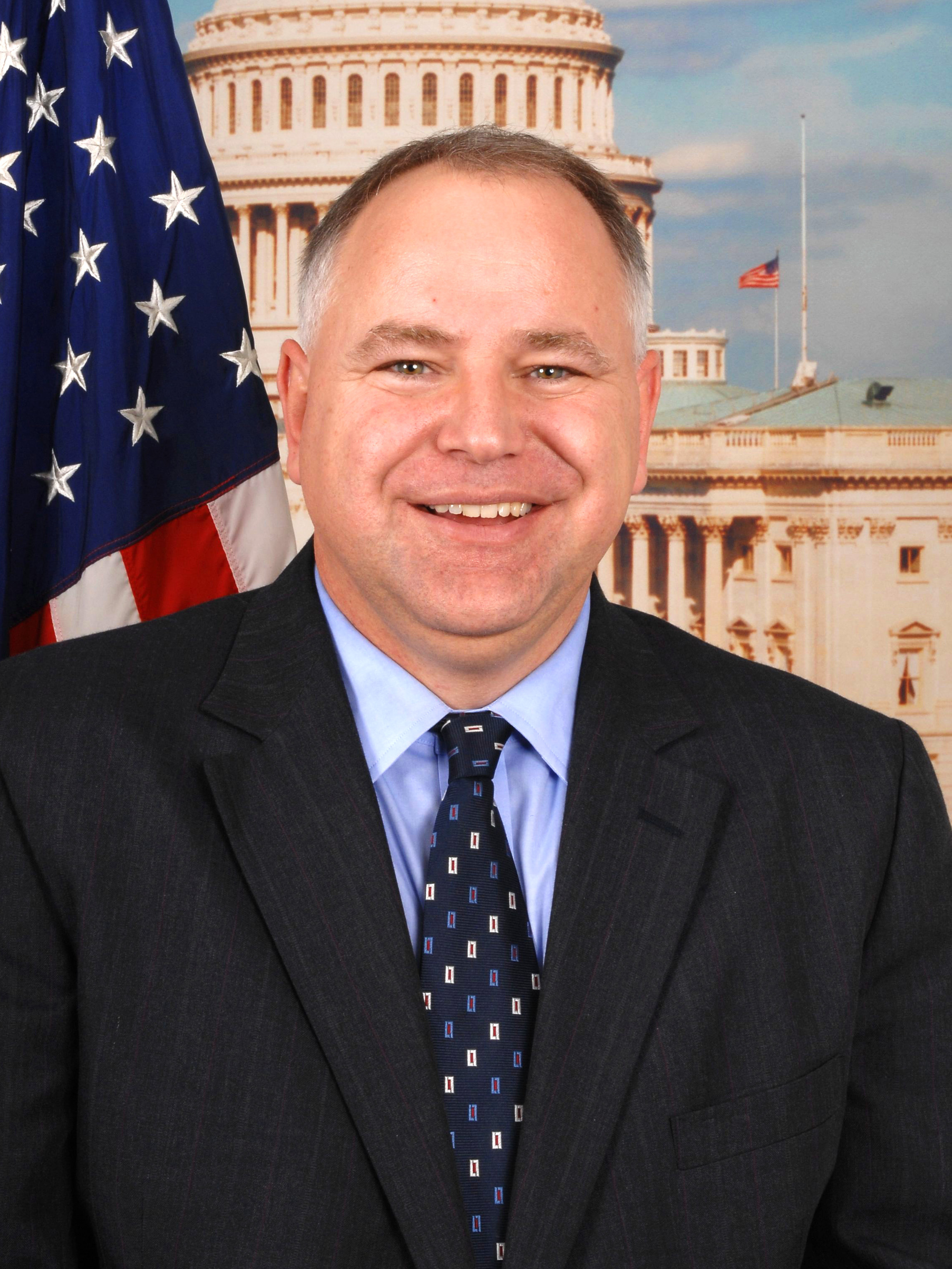
Walz kongressporträtt 2006

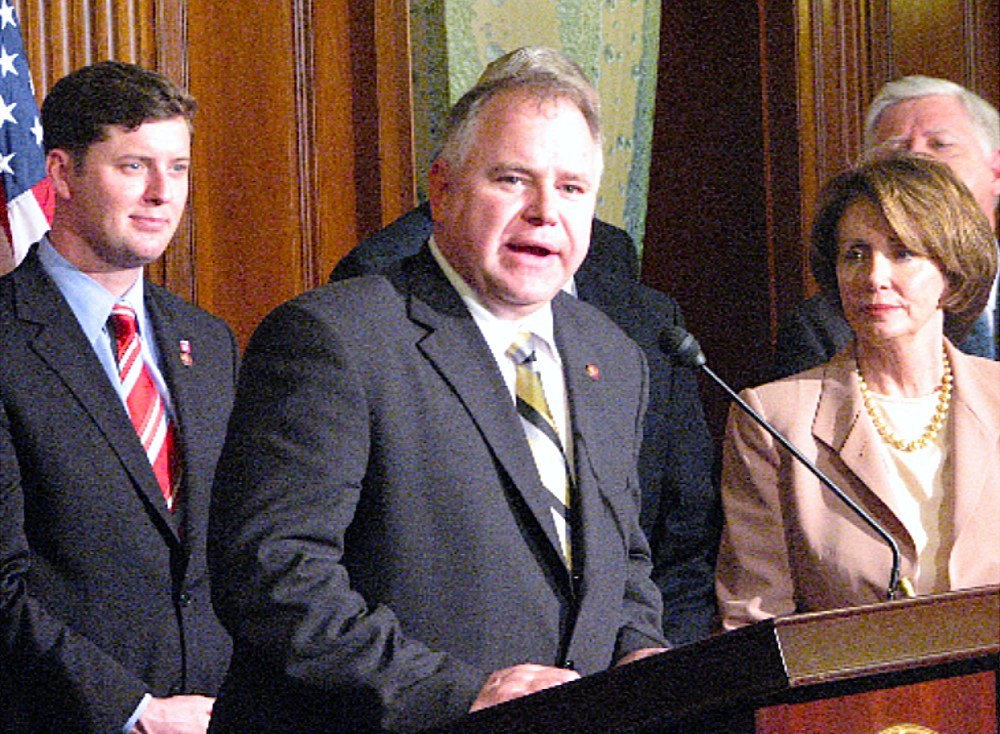
Walz med talman Pelosi, 2007

Under sin första månad i kongressen utsågs Walz till utskottet för veteranärenden, jordbruksutskottet och transport- och infrastrukturutskottet; Talmannen Nancy Pelosi utfärdade en särskild dispens som befriade honom från ordern som hindrade de flesta förstaårsmedlemmar av kongressen från att tjänstgöra i mer än två kommittéer. Samma år utsågs han till Armed Services Committee, där han tillsammans med kollegan Keith Ellison, motsatte sig president Bushs plan att öka antalet amerikanska soldater i Irak. Under sin första vecka som lagstiftare stödde Walz ett lagförslag om att höja minimilönen, röstade för stamcellsforskning, röstade för att Medicare ska kunna förhandla om läkemedelspriser och uttryckte sitt stöd för ändringar i budgetreglerna som krävde att nya utgifter eller skatteförändringar inte bidrog till det federala underskottet.
Trots att han representerade ett distrikt som vanligtvis hade röstat republikanskt, beskrevs Walz politiska ståndpunkter som sträckande sig från centern till progressiv. Han röstade för att främja Affordable Care Act. Som kongressledamot träffade han också Dalai Lama och tjänstgjorde i en kommission som övervakade mänskliga rättigheter i Kina.
Under finanskrisen 2008 talade Walz upprepade gånger emot att använda skattebetalarnas pengar för att rädda finansinstitutioner; i slutet av september röstade han emot TARP-notan på 700 miljarder dollar, som köpte oroliga tillgångar från dessa institutioner. Walz släppte ett uttalande efter att lagförslaget antogs och sade: "Propositionen som vi röstade om i dag använder tillräckligt med för pengar för att täcka de förluster som skattebetalarna kan drabbas av. Jag beklagar också att detta lagförslag inte gör tillräckligt för att hjälpa genomsnittliga husägare, eller ger tillräckligt med tillsyn av Wall Street."
Av samma skäl röstade Walz i december 2008 emot ett lagförslag som gav 14 miljarder dollar i statliga lån för att rädda landets stora biltillverkare. I juni 2009 presenterade han en tvåpartsresolution som uppmanade den federala regeringen att "avstå från sina tillfälliga ägarintressen i General Motors Company och Chrysler Group, LLC, så snart som möjligt" och sade att regeringen inte får vara involverad i dessa företags ledningsbeslut.
Trots sina röster mot propositioner i kongressen som lånade ut skattebetalarnas pengar till stora banker och biltillverkare röstade Walz tillsammans med sina demokratiska kollegor för att stödja den amerikanska återhämtnings- och återinvesteringslagen från 2009. Som medlem i House Transportation Committee såg han stimulansförslaget som en möjlighet att arbeta "tillsammans med sina kongresskollegor för att skapa jobb genom investeringar i offentlig infrastruktur som vägar, broar och ren energi som hörnstenen i den ekonomiska återhämtningsplanen".
Walz har fokuserat mycket på jobb och ekonomi frågor då de är särskilt viktiga för väljarna i distriktet i södra Minnesota som han representerade i kongressen, som har en blandning av större arbetsgivare som Mayo Clinic och småföretag samt jordbruksintressen. I juli 2009 röstade han för Enhancing Small Business Research and Innovation Act, som han kallade "en del av vår långsiktiga ekonomiska plan för att stimulera skapandet av arbetstillfällen genom att uppmuntra Amerikas entreprenörer att förnya sig mot banbrytande tekniska framsteg". Walz uppmanade också till hjälp för svin- och mjölkbönder som kämpade med sänkta priser för sina varor under och efter finanskrisen 2008 och 2009.
Walz motsätter sig användningen av meritlön för lärare. Walz röstade för den amerikanska återhämtnings- och återinvesteringslagen och pekade på dess starka bestämmelser till stöd för offentliga skolbyggnader. Han stöder även diverse lagstiftning som ämnar att sänka undervisningskostnader. I ett tal den 12 februari 2009 sa han att det viktigaste att göra "för att säkerställa en solid bas för [Amerikas] ekonomiska framtid... är att tillhandahålla den bästa möjliga utbildningen för [amerikanska] barn." Walz har fått starkt stöd för denna politik från många intressegrupper, bland annat National Education Association, American Association of University Women och National Association of Elementary School Principals.
Walz rankades 2016 på sjunde plats (och på första plats bland ledamöter från Minnesota) i Bipartisan Index, skapat av Lugar Center och McCourt School of Public Policy. Indexet listar kongressmedlemmar genom att mäta hur ofta deras lagförslag lockar medsponsorer från det motsatta partiet och hur ofta de själva sponsrar förslag från det motsatta partiets ledamöter.

### Utskott
- Committee on Agriculture[51][53]
  - Agriculture Subcommittee on Forestry
  - Agriculture Subcommittee on Commodity Markets, Digital Assets, and Rural Development
- Committee on Veterans' Affairs[51][53]
  - Subcommittee on Disability Assistance and Memorial Affairs
  - Subcommittee on Economic Opportunity
- Committe on Transportation and Infrastructure[53]
- Armed Services Committee[51]

### Valberedning
- Ordförande, Congressional EMS Caucus[54]
- Vice ordförande, National Guard and Reserve Component Caucus[55]
- Vice ordförande, Congressional Sportsmen's Caucus[56]
- Vice ordförande, Congressional Veterans Jobs Caucus[57]
- Ledamot, LGBT Equality Caucus[58]
- Ledamot, Congressional Arts Caucus[59]

### Kommissioner
- Congressional-Executive Commission on China[60]

## Minnesotas guvernör (2019–idag)

### Guvernörsvalen

#### 2018
Walz meddelade att han skulle ställa upp som kandidat för guvernörsposten efter att Mark Dayton, den sittande demokratiska guvernören, valde att inte kandidera för en tredje mandatperiod. Den 6 november 2018 valdes Walz till guvernör och besegrade den republikanska kandidaten, Jeff Johnson.

#### 2022

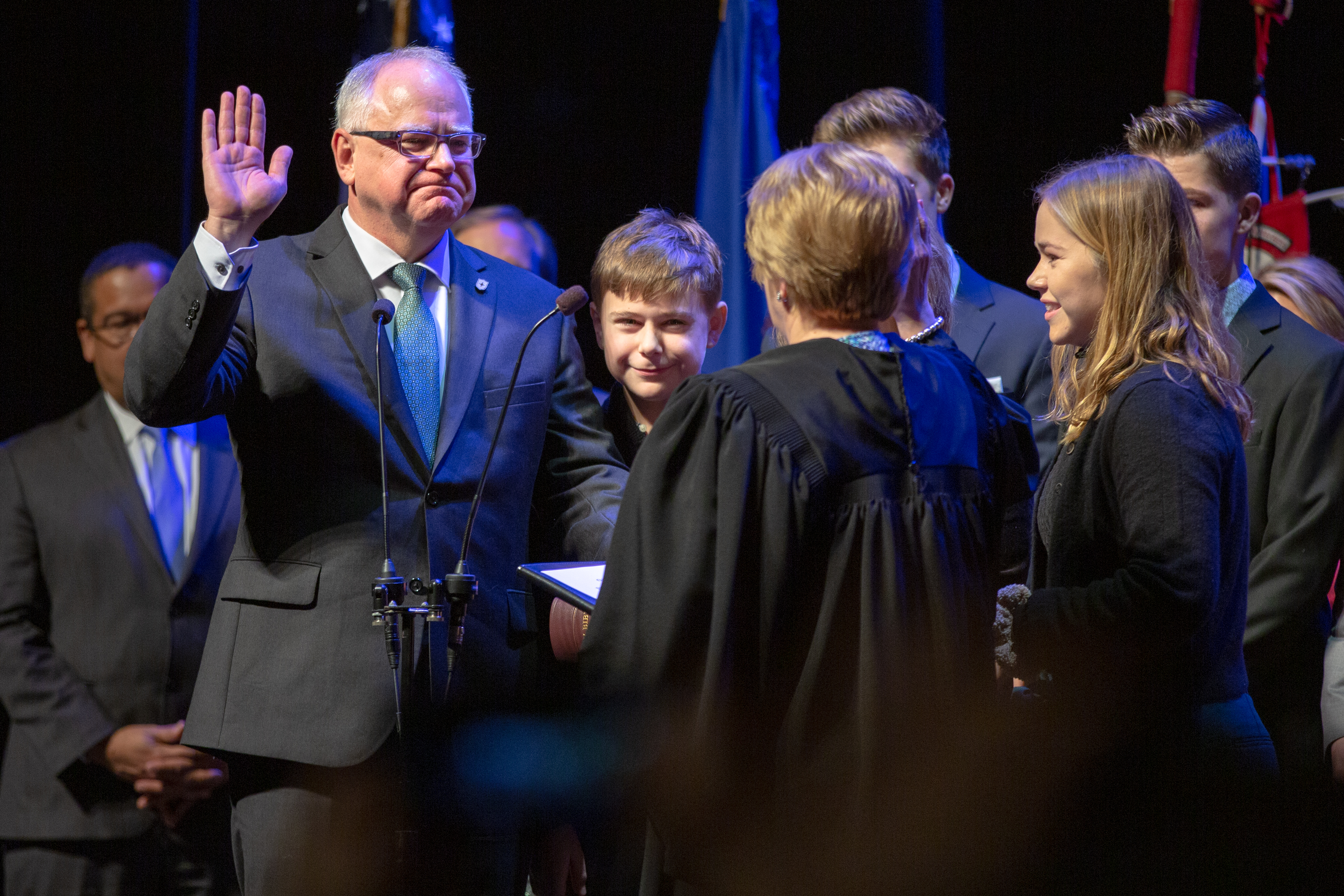
Tim Walz svärs in som Minnesotas 41:e guvernör på Fitzgerald Theatre i St Paul, Minnesota.

Walz kandiderade för omval 2022. Han vann de demokratiska primärvalen den 9 augusti och stod mot republikanen Scott Jensen i Mellanårsvalet i november. Den 8 november 2022 besegrade Walz Jensen, med resultatet 52,3% mot 44,6%.

### Mandatperiod
Walz svors in som guvernör i Minnesota den 7 januari 2019 på Fitzgerald Theatre i Saint Paul. Han avlade  eden tillsammans med tillträdande viceguvernör Peggy Flanagan, utrikesminister Steve Simon, statsrevisor Julie Blaha och chefsåklagare Keith Ellison, alla demokrater. Walz talade om utbildning och sjukvårdsreform i sitt invigningstal.
År 2023 utsågs Walz till ordförande för Democratic Governors Association, en högprofilerad post  som skall stödja andra guvernörers omvalskampanjer. Han lämnade posten efter att ha blivit utnämnd till Kamala Harris vicepresidentkandidat och efterträddes av Kansas guvernör Laura Kelly.

#### Polisreformer och protester
Den 26 maj 2020, dagen efter mordet på George Floyd, krävde Walz och viceguvernör Peggy Flanagan rättvisa och kallade videon där Minneapolis-polismannen Derek Chauvin knäböjer på George Floyds hals "stötande". Walz sade att "Bristen på mänsklighet i denna oroande video är sjuk. Vi kommer att få svar och söka rättvisa". Walz aktiverade Minnesota National Guard den 28 maj och mobiliserade hela statens nationalgarde den 30 maj. Hans beslut hyllades av Donald Trump vid den tiden, och Trump tog senare åt sig äran för att ha utplacerat gardet.
Politiska motståndare och andra grupper kritiserade Walz första reaktion på de omfattande protesterna efter mordet på Floyd. Han svarade senare på mordet genom att beordra Minnesotas lagstiftande församling att åter sammankallas för särskilda sessioner om lagstiftning för polisreformer och ansvarsskyldighet. Efter att polisreformen misslyckades med den första specialsessionen i juni hölls en andra extra session i juli. Den 21 juli antogs en betydande polisreformlagstiftning.
Den nya kompromisslagen inkluderade ett begränsat förbud för poliser från att använda strypgrepp så länge som poliserna inte löper större risk. Den förbjöd det gamla "krigarutbildningsprogrammet", som ansågs avhumanisera människor och uppmuntra till aggressivt beteende. Lagen krävde utbildning av så kallade fredsofficerare för att hantera människor med autism eller i en psykisk hälsokris och deeskaleringsträning för situationer som kunde bli volatila. Den skapade också en särskild oberoende enhet vid Bureau of Criminal Apprehension för utredningar av dödliga polismöten och en rådgivande kommitté för samhällsrelationer för att samråda med polisens utbildningsnämnd om policyändringar. Walz undertecknade lagen den 23 juli 2020.

#### Aborträtt
I januari 2023 undertecknade Walz Protect Reproductive Options Act, som skyddar tillgången till reproduktiv hälsovård inklusive abort, preventivmedel och fertilitetsbehandlingar i Minnesota. Abort är lagligt i alla stadier av graviditeten i Minnesota. I april 2023 undertecknade han Reproductive Freedom Defense Act, som förbjuder statliga myndigheter att "verkställa utomstatliga stämningar, arresteringsorder och utlämningsförfrågningar" för personer som reser till Minnesota för laglig abort.

#### Cannabis

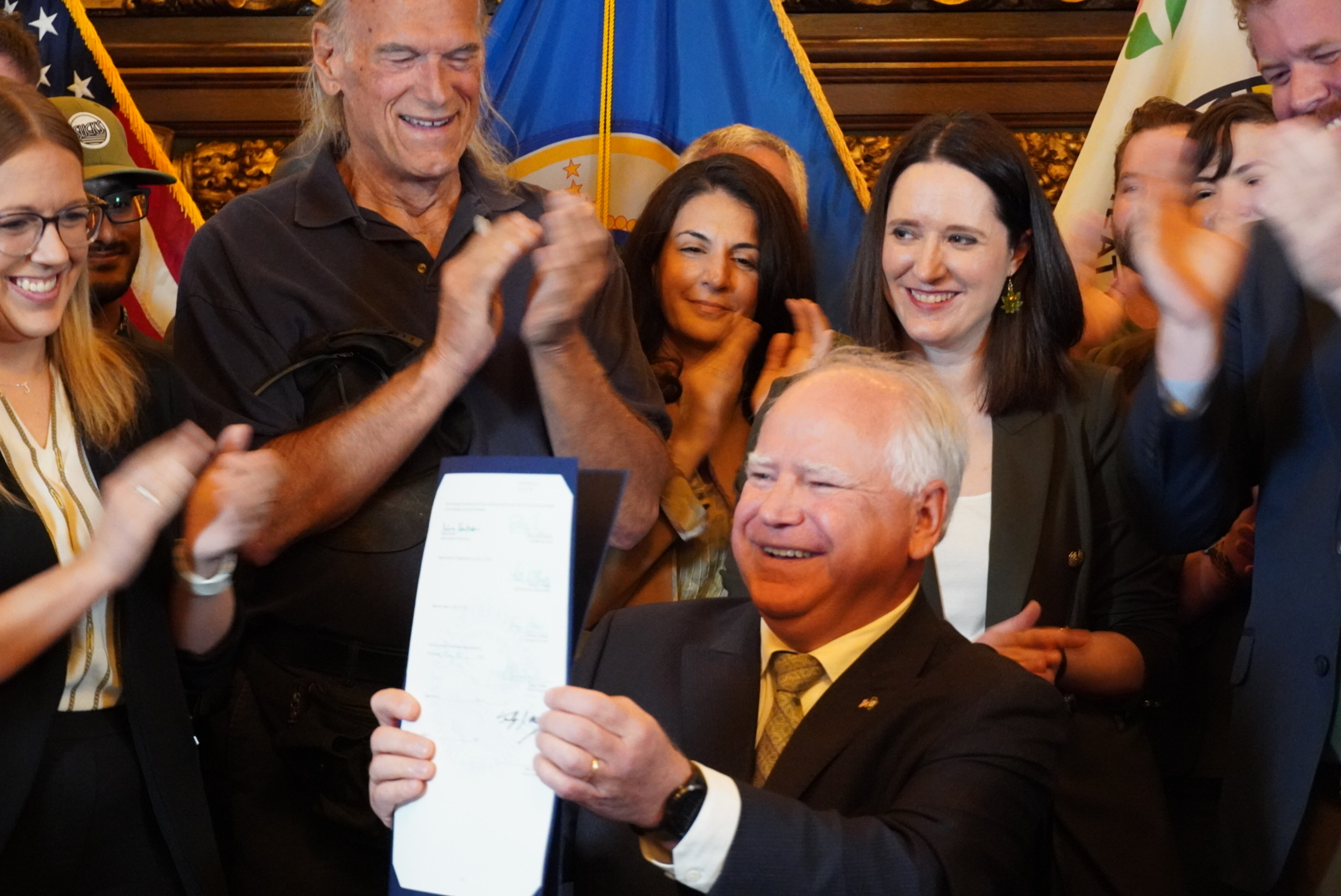
Walz vid undertecknandet av House File 100 som legaliserar cannabis för rekreation. Han fick sällskap av Minnesotas 38:e guvernör, Jesse Ventura.

Walz förespråkade legalisering av icke-medicinsk cannabis som guvernör i Minnesota. Som en kandidat till guvernör 2017 sa han: "Vi har en möjlighet i Minnesota att ersätta den nuvarande misslyckade politiken med en som skapar skatteintäkter, skapar arbetstillfällen, skapar möjligheter för Minnesotabor, skyddar Minnesotabarn och en politik som litar på att vuxna kan fatta egna beslut." År 2022 föreslog han skapandet av ett "Cannabis Management Office" för att utveckla och implementera "regelverket för cannabisanvändning för vuxna" i Minnesota. Den 30 maj 2023 skrev han på ett beslut för att legalisera cannabis i Minnesota, vilket trädde i kraft den 1 augusti 2023.

#### Sjukvårdsskuld

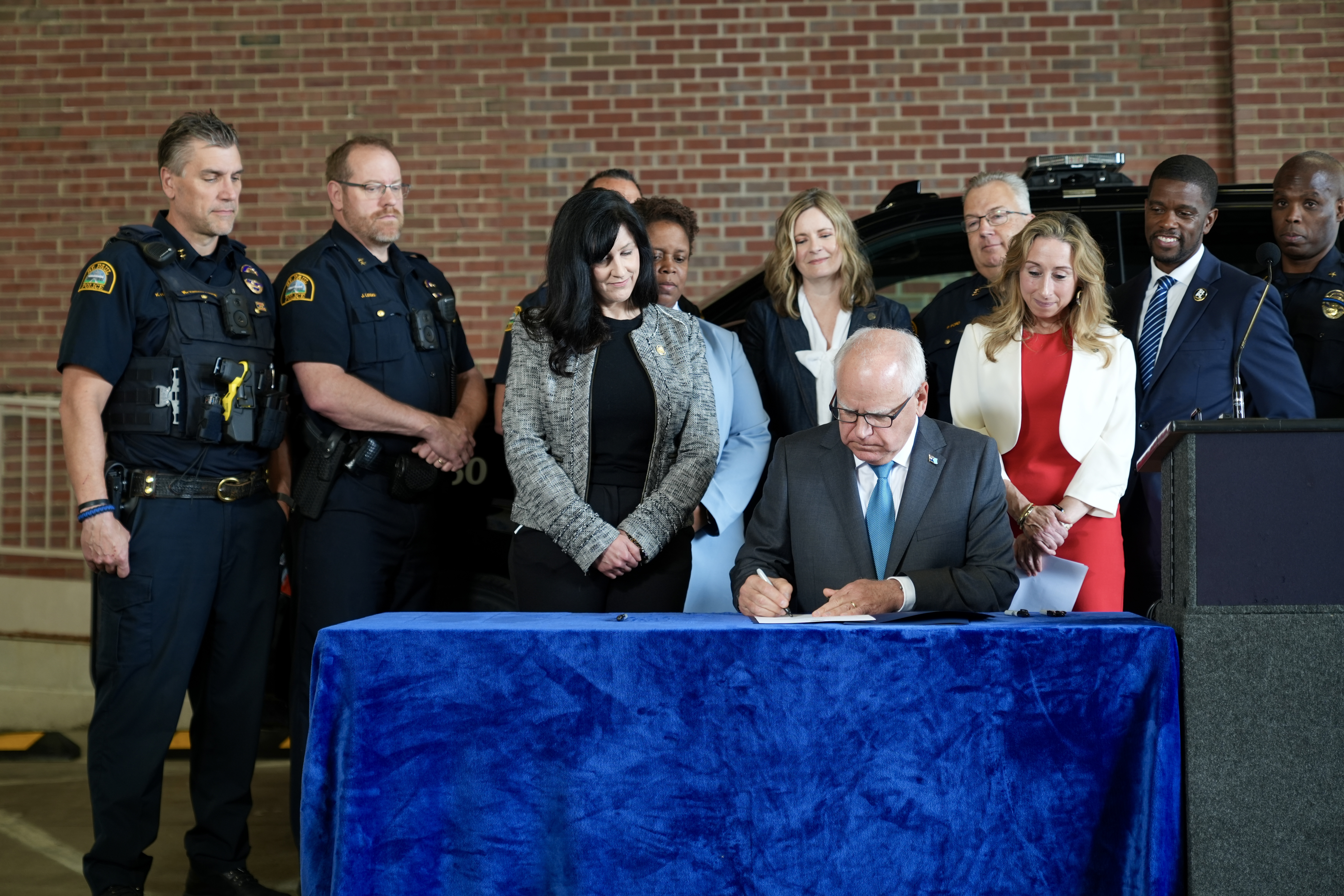
Walz undertecknar ett lagförslag för att höja straffen för individer som underlättar köp av pistolhalm 2024.

I juni 2024 undertecknade Walz Minnesota Debt Fairness Act. Lagen förhindrar bland annat vårdgivare från att neka medicinskt nödvändig behandling på grund av utestående medicinska skulder och förhindrar medicinsk skuld från att påverka kreditpoäng.

#### 2023 års lagstiftande sammanträde
Minnesotas 93:e lagstiftande församling, i session från januari till maj 2023, var den första lagstiftande församlingen som helt kontrollerades av Minnesotas demokratiska-bonde-arbetarparti sedan den 88:e Minnesota-lagstiftningen 2013–2015. Den antog flera stora reformer av Minnesota-lagar, inklusive krav på betald ledighet, förbud mot konkurrensklausuler, legalisering av cannabis, ökade utgifter för infrastruktur och miljöfrågor, skatteändringar, kodifiering av aborträttigheter, universella gratis skolmåltider och universella bakgrundskontroller av vapen. Star Tribune kallade sessionen "en av de mest följdriktiga" någonsin i Minnesota; Walz kallade det "den mest produktiva sessionen i Minnesotas historia". Medan Walz undertecknade nästan all lagstiftning som antagits av den lagstiftande församlingen, lade han in sitt veto mot ett lagförslag som var avsett att höja lönen för samåkningsförare, hans första veto som guvernör, och sa att det "inte hade rätt balans."
Feeding Our Future fraud scheme
I juni 2024 dömdes fem anställda i den Minnesota-baserade ideella organisationen Feeding Our Future för det största covid-relaterade bedrägeriprogrammet någonsin, på uppemot 250 miljoner dollar. En statlig revisionsrapport i Minnesota som kritiserade Walz-administrationens hantering av ärendet avslöjade att Minnesota Department of Education misslyckades med att övervaka den ideella organisationens aktiviteter, vilket Walz medger och har tagit ansvar för.

## Vicepresidentkampanj 2024

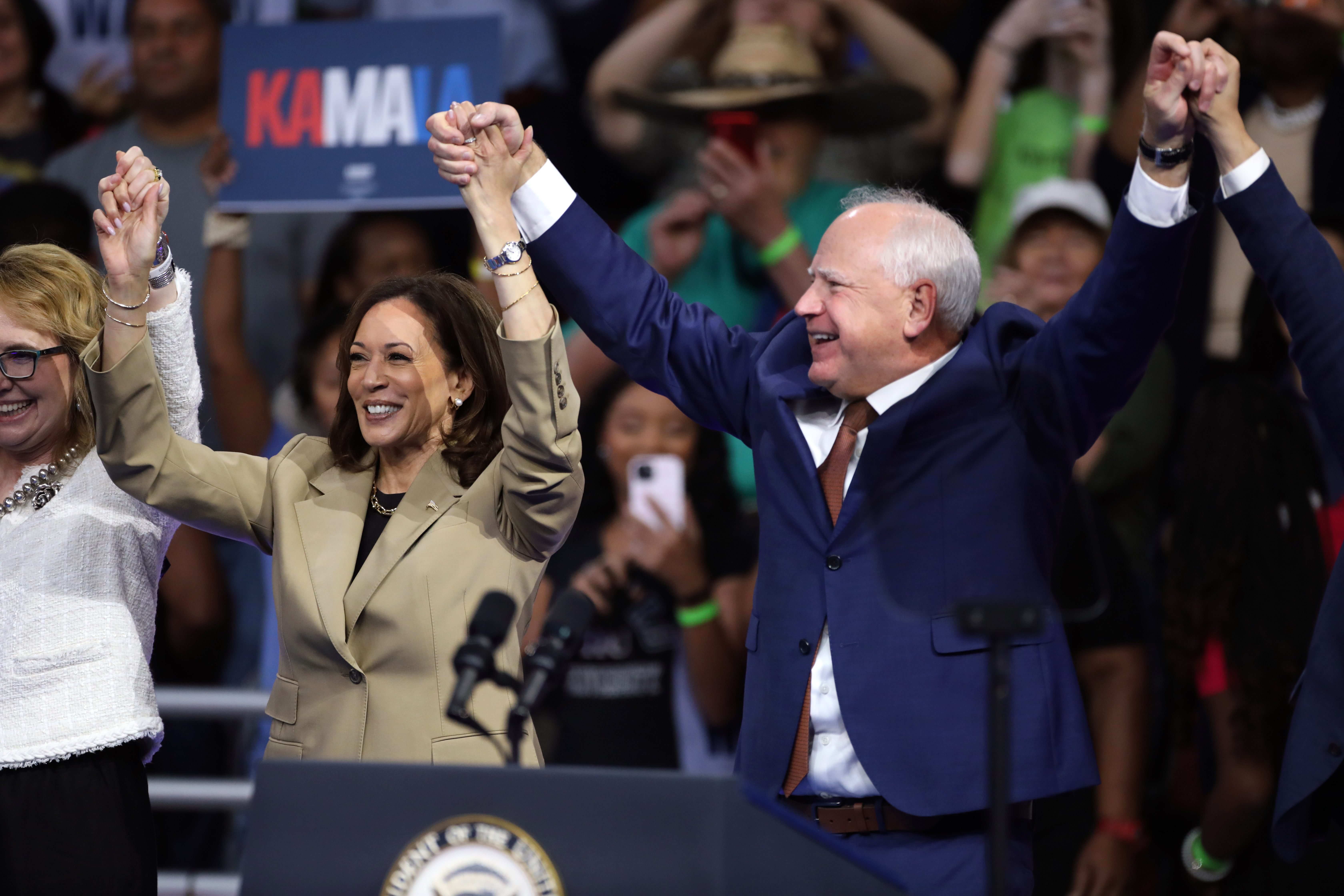
Kamala Harris och Tim Walz under en valkampanj i mars 2024 i Glendale, Arizona.

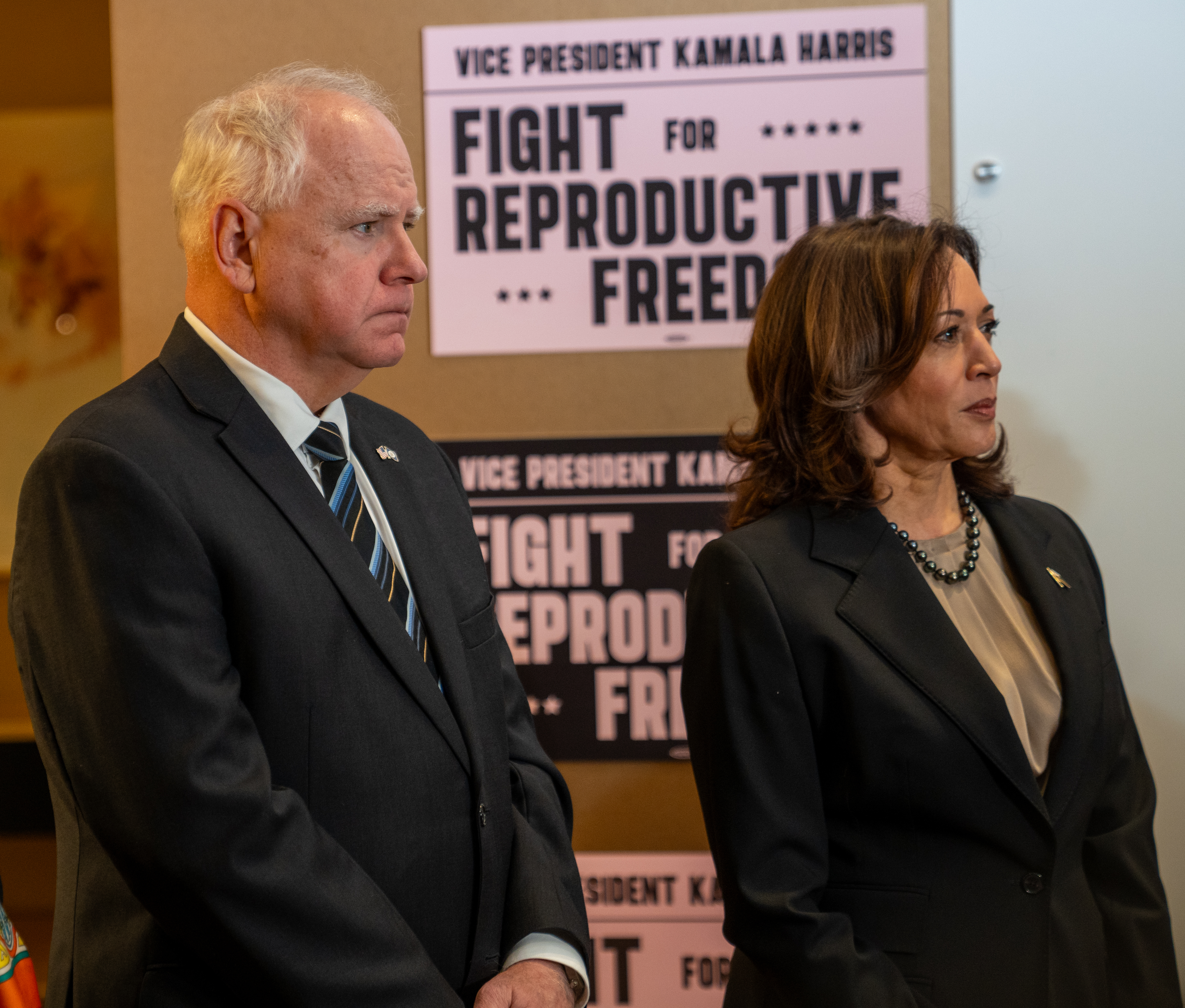
Walz och Kamala Harris i mars 2024.

Den 22 juli 2024 gav Walz vicepresident Kamala Harris sitt stöd efter att den sittande presidenten Joe Biden dragit sig ur 2024 års presidentval. Efter en snabb vicepresidentvalsprocess där Harriskampanjen även övervägde Kentuckys guvernör Andy Beshear, transportminister Pete Buttigieg, Arizonasenatorn Mark Kelly, Illinois guvernör J. B. Pritzker och Pennsylvanias guvernör Josh Shapiro, tillkännagav Harris den 6 augusti att hon valt Walz som sin kandidat för vicepresident.
Democratic National Committee (DNC) bekräftade Walz kandidatur samma dag som den tillkännagavs. Harris val av honom lovordades av en ideologiskt mångsidig grupp politiker, inklusive den progressiva demokratiska representanten Alexandria Ocasio-Cortez, den centristiska oberoende senatorn Joe Manchin och den moderate republikanske före detta guvernören Larry Hogan.

## Politiska ståndpunkter
Walz är för skarpare vapenlagar men har tidigare i kongressen fått stöd från NRA. Efter skolskjutningar i Florida år 2018 bröt med NRA och donerade 18 000 $ (som han hade fick från föreningen som valbidrag) till sårade soldater. Walz själv är vapenägare och en av hans hobbyer är att jaga fasaner och kalkoner.
Walz är för aborträttigheter. I mars 2024 sade Walz på en intervju av CNN att delstaterna borde lita på kvinnorna att fatta beslut gällande sina egna hälsoval.
I juli 2024 sade Walz på en intervju av MSNBC att Donald Trump och republikanerna är "helt enkelt konstiga". Intervjusnutten blev snabbt ett internetfenomen.

## Privatliv
Walz och hans fru, Gwen (född 1966), gifte sig den 4 juni 1994. Paret genomgick fertilitetsbehandling i sju år innan deras första barn föddes. De bodde i Mankato, Minnesota i nästan 20 år innan de flyttade till Saint Paul med sina två barn när Walz valdes till guvernör. Walz är medlem av den evangelisk-lutherska kyrkan i Amerika.
1995 greps Walz för att ha kört alkoholpåverkad. Han erkände sig skyldig till en reducerad dom för vårdslös körning, och hans körkort drogs in i 90 dagar. Han slutade dricka alkohol efter händelsen. Walz bror Craig dog 2016 efter att ha träffats av ett fallande träd under en storm när han var ute på en campingtur. Craigs son som också träffades av trädet överlevde men fick allvarliga skador.
Walz och hans fru sålde sitt hem när de flyttade in i Minnesotas guvernörsbostad 2019. Enligt finansiella upplysningar som gjordes när han var i kongressen, äger paret inga aktier eller värdepapper. Deras pensioner är deras enda anmärkningsvärda tillgång, något som en talesman för hans kampanj 2024 bekräftar.
Walz talar enligt egen uppgift lite kinesiska.

## Utmärkelser
- Achievement Medal (USA, två gånger)[26]
- Commendation Medal (USA)[26]
- Global War on Terrorism Service Medal (USA)[107]